# Achyrachaena mollis
Achyrachaena es un género de plantas con flores perteneciente a la familia de las asteráceas. Incluye una sola especie: Achyrachaena mollis. Es originaria de Norteamérica.

## Descripción
Es una planta anual que alcanza un tamaño de 4-62 cm de altura. Tallos erectos, ramificados distalmente. Hojas sobre todo caulinares, frente a proximales. Las hojas de márgenes lineales, enteras o dentadas, se enfrenta a hirsutas o vellosidades y (hojas distales) con baja densidad glandular-pubescentes. Las inflorescencias en forma de corimbos, con brácteas pedunculares. Los involucros ± campanulado a cilíndricos o elipsoides, de 3-12 mm de diámetro. Vilano de 10 escamas de color blanco, oblongos (ápices obtusos). Tiene un número de cromosomas de x = 8.

## Distribución y hábitat
La planta es común en las colinas de baja altitud y en las praderas en toda California y en el sur de Oregón y el norte de Baja California. 

## Taxonomía
Achyrachaena mollis fue descrita por Johannes Conrad Schauer y publicado en Index Seminum (Bratislava) 1837: [3]. 1837.
Etimología
Achyrachaena: nombre genérico que deriva del griego achyron =  "escala" y del latín achaenium = "frutas", aludiendo a las cipselas.
mollis: epíteto latino que significa "flexible, blando, tierno...".

## Galería

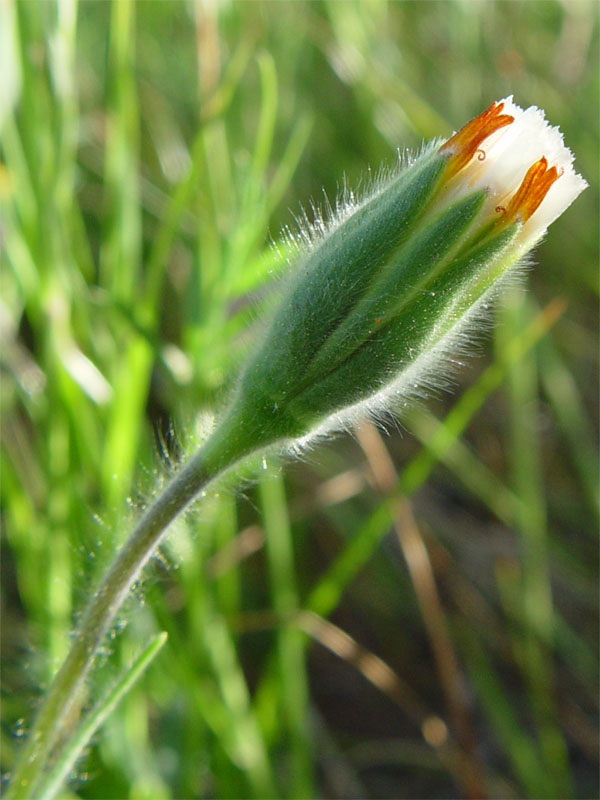
Flor, vista de lado
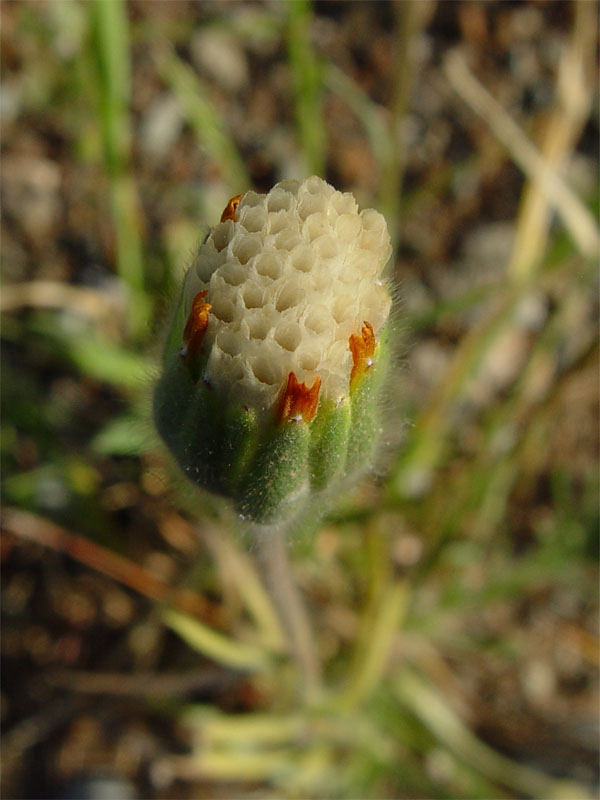
Fler, vista de frente
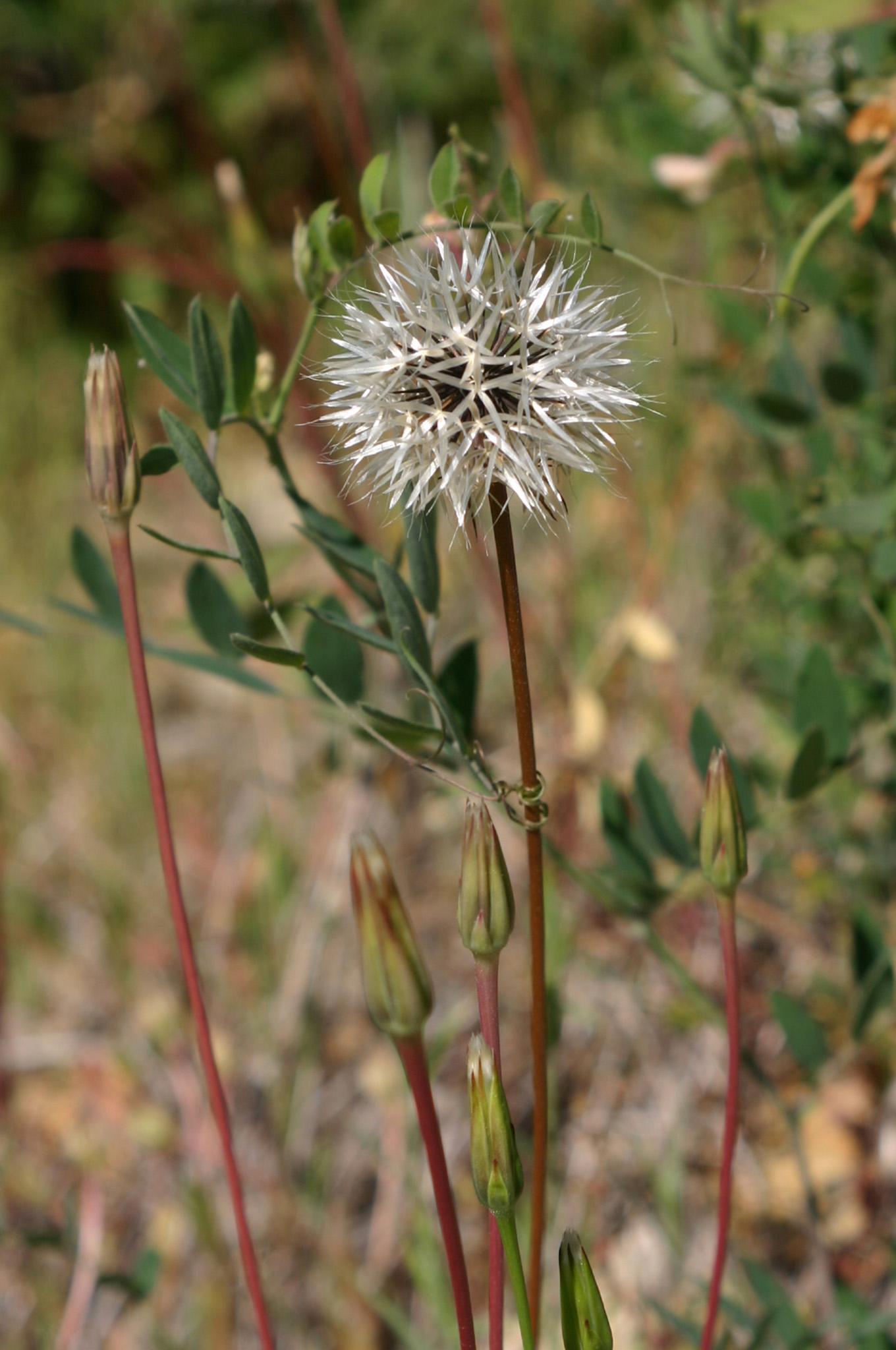
Cabeza con semillas, listas para ser dispersadas por el viento.
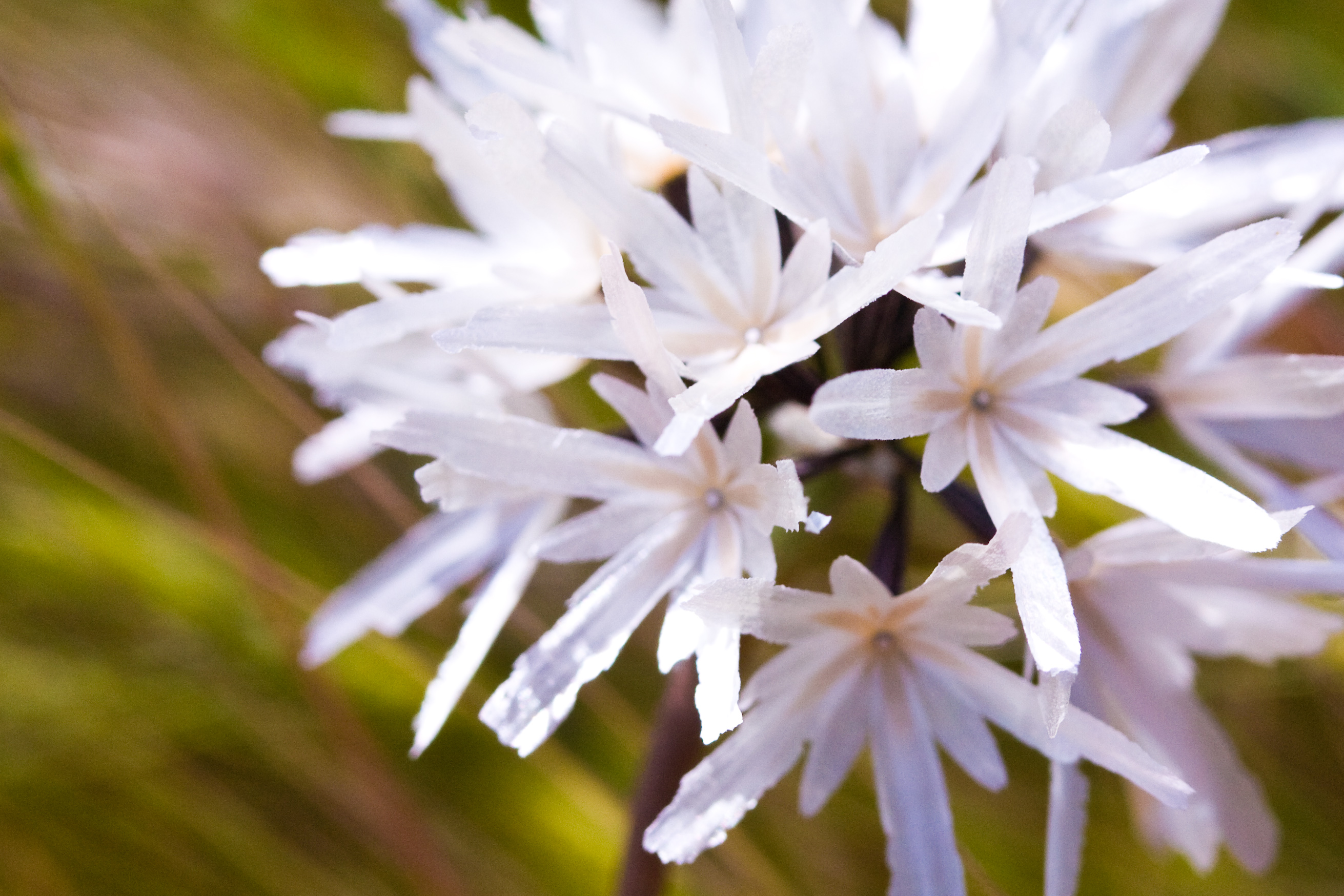
Flores